# سانتر-وال دو لوآر
سانتر-وال دو لوآر (به فرانسوی: Centre-Val de Loire) (تلفظ فرانسوی: [sɑ̃tʁ val də lwaʁ]) یکی از ۲۶ ناحیه فرانسه است که در مرکز فرانسه، متمایل به شمال غرب آن کشور واقع شده‌است.
بزرگترین شهر این استان، تور در غرب استان و مرکزش اورلئان در شمال شرق استان واقع می‌باشد.

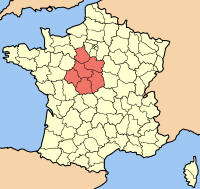
ناحیه سانتر در فرانسه